# Malaysias herrlandslag i landhockey

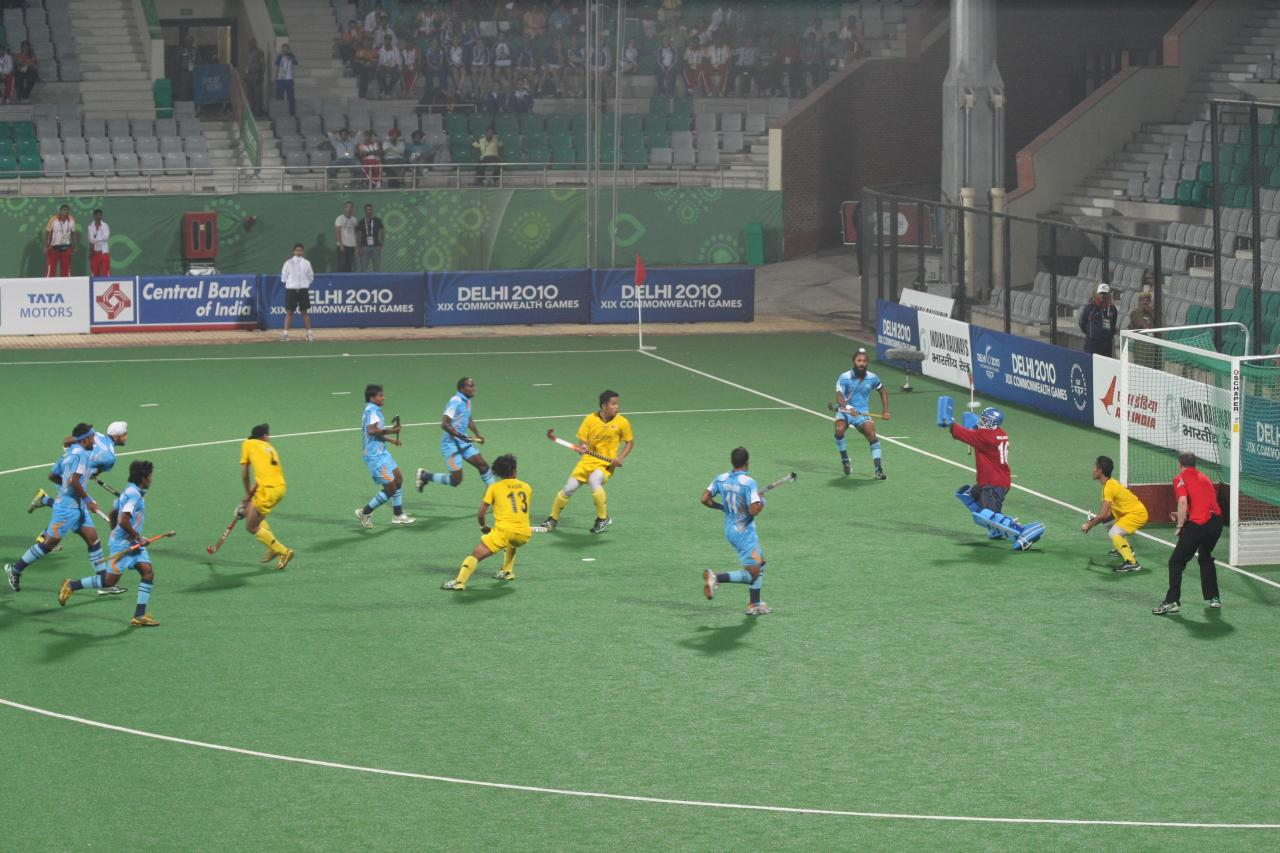
Malaysia-Indien vid samväldesspelen 2010 i Delhi.

Malaysias herrlandslag i landhockey (engelska: Malaysia men's national field hockey team) representerar Malaysia i landhockey på herrsidan. Laget slutade på fjärde plats vid världsmästerskapet 1975 i Kuala Lumpur, efter stryk med 0-4 mot Västtyskland i bronsmatchen.

### Fotnoter
1. ↑  Todor Krastev (19 mars 1975). ”Men Field Hockey 3rd World Cup 1975 Kuala Lumpur (MAS) - 01-15.03 Winner India” (på engelska). Sport Statistics. Arkiverad från originalet den 18 maj 2015. https://web.archive.org/web/20150518084307/http://todor66.com/hockey/field/World/Men_1975.html. Läst 27 juli 2015.